# V Jump
V Jump (Vジャンプ Bui Janpu) es una revista japonesa dedicada a los nuevos mangas y videojuegos publicada por la editorial Shūeisha. Además incluye varios mangas shōnen. El debut de la revista fue en 1993 para la línea de revistas Jump.

## Historia
Una revista prototipo llamado Hobby's Jump se puso en marcha en los años 80s como un problema de spin-off de Monthly Shonen Jump. Hobby's Jump se anunció descontinuado, y una nueva revista llamada V Jump es su sustituta.
V Jump es una revista sobre juegos de video, sobre todo para la serie Dragon Quest (obra realizada por Akira Toriyama, autor de Dragon Ball y Dr. Slump) y las series de Final Fantasy, así como muchos Manga shōnen.
V Jump también ha tomado muchas series de la Weekly Shonen Jump, como Shadow Lady creado por Masakazu Katsura, que ha tenido más éxito que nunca en V Jump. Más tarde, la revista publicó una secuela del clásico semanal Dr. Slump, personajes de la que apareció en la portada del primer número de la V Jump.
Después de finalizar con Dr. Slump, una adaptación de la escisión del anime Yu-Gi-Oh!: Duel Monsters GX llamado Yu-Gi-Oh! GX. La serialización de la serie término con Yu-Gi-Oh! R el 21 de diciembre de 2007.
En 2015, la revista empieza a publicar lo que sería la continuación de la serie Dragon Ball Z (obra de Akira Toriyama), Dragon Ball Super, solamente que este mismo estaría siendo dibujado ahora por el mangaka, Toyotarō.

### Características
El contenido principal de V Jump es la información que se refiere a los videojuegos de arcade y los juegos de cartas. Por lo tanto, hay un número limitado de títulos de manga que han sido serializados en V Jump. La mayoría de los títulos de manga en son de la animación y los juegos de video.

## Mangas
| Título | Autor(es)                                                     | Año  |
| --- | ------------------------------------------------------------- | ---- |
| Boruto: Naruto Next Generations (BORUTO — ボルト — NARUTO NEXT GENERATIONS)                                            | Ukyou Kodachi, Mikio Ikemoto & Masashi Kishimoto              | 2016 |
| Dragon Ball Super (ドラゴンボール超?)                                                                                  | Akira Toriyama, Toyotarō                                      | 2015 |
| Shin Megami Tensei IV -Prayers- (真・女神転生IV -Prayers-?)                                                            | Masataka Mirua, Kazuma Kaneko (Atlus), Kazuyuki Yamai (Atlus) | 2013 |
| Digimon World Re:Digitize Encode (デジモンワールド リ：デジタイズ エンコード?)                                         | Kōhei Fujino, Akiyoshi Hongō, Bandai Namco Games              | 2013 |
| Colossus Order (コロッサス・オーダー?)                                                                                 | Kazuki Harumoto                                               | 2013 |
| Gaist Crusher First (ガイストクラッシャー ファースト?)                                                                 | Yasuki Tanaka, Capcom                                         | 2013 |
| Dragon Ball Heroes Victory Mission (ドラゴンボールヒーローズ Victory Mission?)                                         | Toyotarō                                                      | 2012 |
| Dragon Quest Sōten no Sōra (ドラゴンクエスト 蒼天のソウラ?)                                                            | Yūki Nakashima, Yūji Horii, Square Enix                       | 2012 |
| Dragon Quest - Dai no Daibouken: Yuusha Avan to Gokuen no Maoh (ドラゴンクエスト ダイの大冒険 勇者アバンと獄炎の魔王?) | Yuusaku Shibata, Riku Sanjo                                   | 2020 |
| Z/X (ゼクス?) | Kagashi Tsuchiya, Broccoli                                    | 2012 |
| Victory・Uchida no Shachō e no Michi!! (ビクトリー・ウチダの社長への道!!?)                                             | Yūji Kasai                                                    | 2012 |
| Strike Zone! (ストライクZONE!?)                                                                                        | Naoyuki Kageyama, NPB, 12 Professional Baseball Teams         | 2011 |
| Yu-Gi-Oh! Zexal (遊☆戯☆王ZEXAL?)                                                                                       | Kazuki Takahashi, Studio Dice, Shin Yoshida, Naoto Miyoshi    | 2010 |
| Yu-Gi-Oh! 5D's (遊☆戯☆王５Ｄ’ｓ?)                                                                                      | Masashiro Hikokubo, Masashi Satō, Studio Dice                 | 2008 |
| Slime MoriMori (スライムもりもり?)                                                                                     | Osamu Kaneko                                                  | 2003 |
| Inumayuge de Ikō (犬マユゲでいこう?)                                                                                   | Yūko 2 Ishizuka                                               | 1994 |

## Recepción
En 2008 tuvo una venta de 386.000 ejemplares. En 2011 tuvo una circulación aproximada de más de 390.000 ejemplares en ventas. En 2013 sus ventas disminuyen a 346.667 ejemplares. Entre octubre-diciembre de 2014 tuvo ventas de 223,334 ejemplares.
Para 2015 sus ventas aumentan ligeramente a 250.000 ejemplares, esto según la Asociación Japonesa de Revista. Esto se debería a la emisión del manga, Dragon Ball Super.